# إندي إليفن
إندي إليفن (بالإنجليزية: Indy Eleven) هو نادي كرة قدم أمريكي من ولاية إنديانا الأمريكية تحديدا من مدينة إنديانابوليس، تأسس النادي في عام 2013 ويلعب حاليا في ملعب لوكاس أويل.